# Islam en la República Popular Socialista de Albania
El Islam en la República Popular Socialista de Albania (1945-1991) abarca un período de tiempo en el que el Partido Comunista de Albania llegó al poder bajo Enver Hoxha y ejerció un control casi total sobre el pueblo albanés. El gobierno comunista trató de reformar radicalmente la sociedad albanesa mediante el realineamiento de las lealtades sociales, culturales y religiosas al partido comunista a través del nacionalismo albanés en la búsqueda de lograr una identidad albanesa unitaria.
Los principios secularizadores tomados del Despertar Nacional y del período de entreguerras continuaron y se adoptaron enfoques más radicales para marginar la religión de la esfera pública, lo que permitió a Albania declararse un estado ateo en 1967. El Islam, tal como lo practican los musulmanes en Albania, experimentó profundos cambios y persecuciones bajo el comunismo.
El clero musulmán fue encarcelado, la mayoría de los minaretes, mezquitas, tekkes y santuarios sufíes fueron destruidos, las prácticas religiosas musulmanas fueron prohibidas, los adeptos fueron espiados por el Estado y las personas que no cumplían eran severamente castigadas. Los efectos y el legado de la persecución a través de la desislamización forzada de la sociedad llevaron a que las generaciones de posguerra nacidas bajo el régimen comunista albanés tuvieran un conocimiento mínimo o casi nulo del Islam.

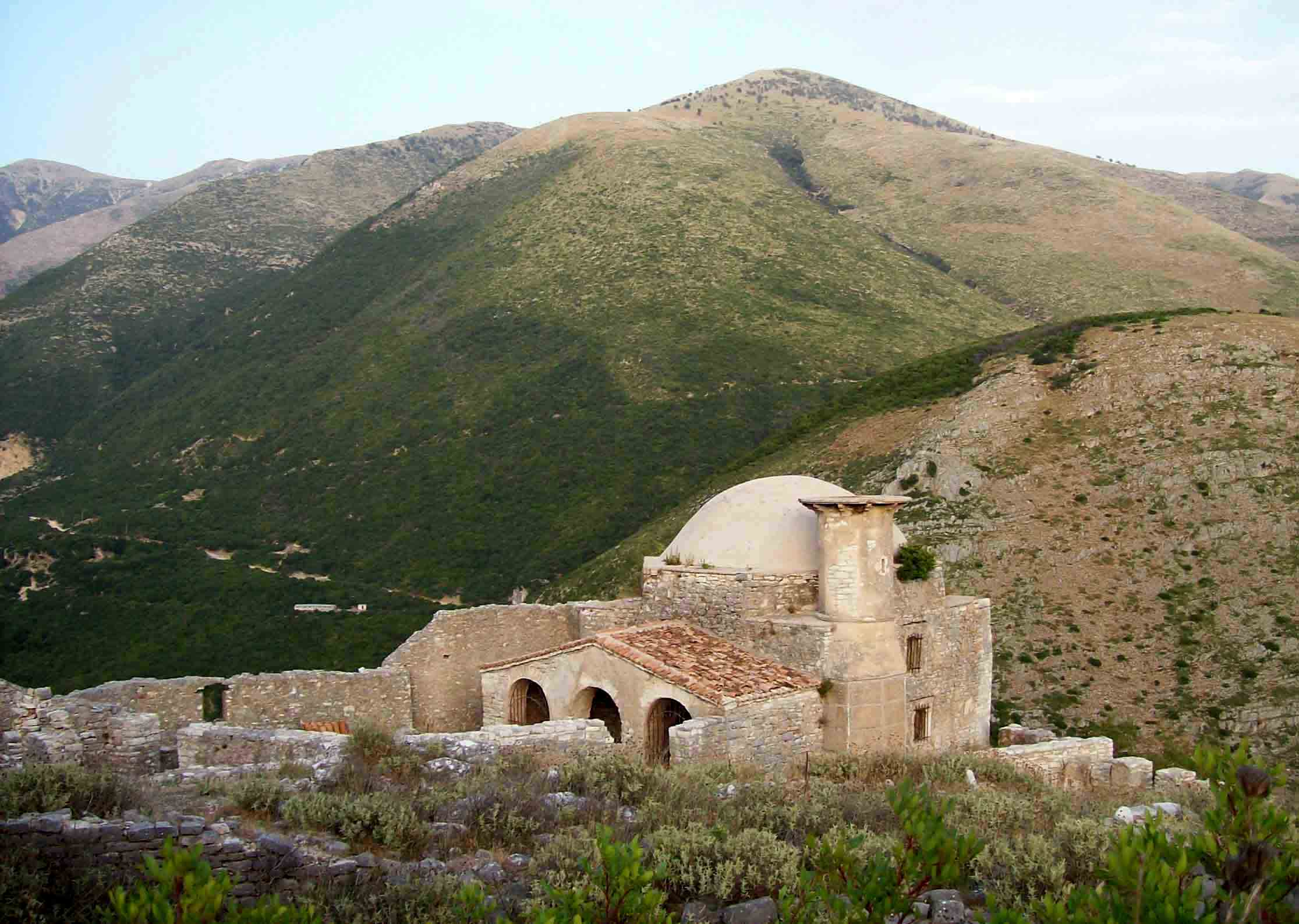
La antigua mezquita de Hajji Bendo arruinó y destruyó el minarete de la época comunista en Borsh, en el sur de Albania

## Discriminación y persecución emergente (1945-1966)
Después de la Segunda Guerra Mundial, el régimen comunista llegó al poder y los musulmanes, la mayoría del sur de Albania, estuvieron representados desde el principio dentro del grupo de liderazgo comunista, como el líder Enver Hoxha (1908-1985), su adjunto Mehmet Shehu (1913-1981) y otros. La sociedad albanesa sigue estando tradicionalmente dividida en cuatro comunidades religiosas. En el censo albanés de 1945, los musulmanes eran el 72% de la población, el 17,2% eran ortodoxos y el 10% católicos. El régimen comunista, a través del concepto de unidad nacional, intentó forjar una identidad nacional que trascendiera y erosionara estas diferencias religiosas y de otro tipo, con el objetivo de formar una identidad albanesa unitaria. Los comunistas albaneses veían la religión como una amenaza social que socavaba la cohesión de la nación. En este contexto, religiones como el Islam fueron denunciadas como "extranjeras" y clérigos como los muftíes musulmanes fueron criticados por ser socialmente atrasados con la propensión a convertirse en agentes extranjeros y socavar los intereses albaneses. La orden Bektashi, en un congreso celebrado en mayo de 1945, reafirmó en sus estatutos su independencia de la comunidad suní de Albania. En 1949, se aprobó una ley que exigía a las instituciones religiosas inculcar sentimientos de lealtad entre sus seguidores al partido comunista albanés y que todas las religiones debían tener su sede en Albania. Al igual que los ortodoxos, los bektashis firmaron acuerdos con el estado comunista sin dificultades que definían lo que se consideraba actividades aceptables de su clero religioso y la declaración de participación en las campañas de propaganda comunista. Los comunistas durante este tiempo trataron a los bektashis de manera algo diferente, ya que parte de su clero y sus seguidores fueron bajas durante los combates en la Segunda Guerra Mundial, mientras que algunas élites comunistas albanesas tenían herencia bektashi. Sin embargo, algunos clérigos musulmanes suníes como Mustafa Efendi Varoshi (muftí de Durrës), Hafez Ibrahim Dibra (antiguo gran muftí de Albania) y Xhemal Pazari (un prominente jeque de Tirana) fueron acusados por los comunistas de colaborar con las potencias ocupantes del Eje y encarcelados.
Los líderes religiosos fueron seleccionados y actuaron como representantes del Partido Comunista, y el proceso fue violento, con líderes musulmanes suníes encarcelados y asesinados, mientras que el jefe de Bektashi sufrió un destino similar y en 1947 el régimen comunista había encarcelado a 44 clérigos musulmanes. A diferencia de sus homólogos cristianos en las cárceles albanesas, el clero musulmán encarcelado por el régimen comunista recibió poca o ninguna atención internacional con respecto a su difícil situación, aparte de las organizaciones albanesas de la diáspora. En 1949, la comunidad albanesa suní bajo el gran muftí Hafiz Musa Ali intentó obtener algunas medidas y condiciones de Enver Hoxha. Algunas de ellas incluían ayuda financiera, la exención de que los futuros clérigos musulmanes hicieran el servicio militar, que fue apoyada, mientras que una traducción del Corán al albanés fue rechazada. En 1950, el gobierno comunista implementó la Ley 743 que esbozaba medidas para negociar el estatus de las cuatro religiones en Albania. La comunidad sunita en ese momento estaba dirigida por el Consejo Principal y sus finanzas provenían de subsidiarias presupuestarias y donaciones de propiedades. Como la orden Bektashi de Albania era la sede mundial del bektashismo, los comunistas permitieron el contacto con comunidades externas vinculadas a ellos, aunque se negó a otras religiones en Albania. En 1955 Hafiz Suleyman Myrto se convirtió en gran muftí de la comunidad musulmana y de mayo de 1966 a febrero de 1967 Hafiz Esad Myftia fue el último gran muftí de Albania de la era comunista. Después de 1945, el Estado confiscó la riqueza material, las propiedades institucionales y las tierras, como el vakëf musulmán (wakf) de las comunidades religiosas de Albania, con el fin de limitar la capacidad de las comunidades religiosas de ser económicamente autosuficientes. La madrasa de Tirana fue cerrada en 1965 y muchas mezquitas habían sufrido un estado de ruina debido a las escasas finanzas para repararlas.
El patrimonio arquitectónico musulmán fue percibido por los comunistas albaneses como un vestigio no deseado del período otomano utilizado para convertir a los albaneses en musulmanes. En 1965, el régimen comunista inició una revolución cultural basada en el modelo chino que vio la destrucción a gran escala de la mayoría de los minaretes de las mezquitas debido a que eran una característica prominente de la arquitectura islámica. En 1967 sólo quedaban 60 tekkes Bektashi en funcionamiento. En el contexto de las políticas antirreligiosas del régimen comunista, a partir de la década de 1960 se alentó a los padres a dar a los niños recién nacidos nombres de pila no religiosos. Estos se consideraban nombres albaneses propios y a menudo se les atribuía un supuesto origen "ilirio" y pagano, mientras que los nombres de pila asociados con el musulmán u otras tradiciones religiosas eran fuertemente desalentados. La clase política comunista albanesa se acercó al Islam como la fe del "invasor" otomano. Durante el comunismo, numerosos historiadores albaneses con perspectivas nacionalistas (Ramadan Marmallaku, Kristo Frasheri, Skender Anamali, Stefanaq Pollo, Skender Rizaj y Arben) enfatizaron intencionalmente "el salvajismo turco" y la "heroica resistencia cristiana contra" el estado otomano en Albania. Pocos eruditos que se resistieron a esas tendencias propagandísticas antiislámicas y antiturcas fueron perseguidos, mientras que el régimen comunista destacó los mitos relacionados con los albaneses medievales interpretándolos como el "heroico proletariado ilirio".

## Secularización, iconoclasia y persecución (1967-1991)

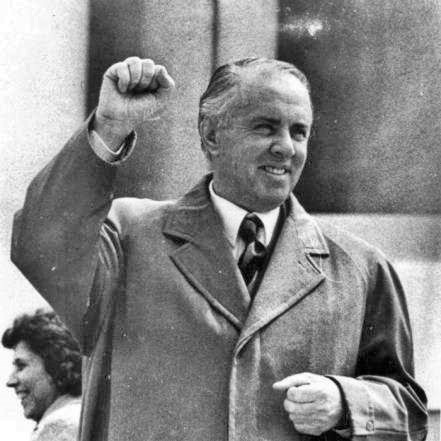
Enver Hoxha (1908-1985), líder comunista de Albania.

Inspirado por el poema de Pashko Vasa de finales del siglo XIX sobre la necesidad de superar las diferencias religiosas a través de la unidad albanesa, Hoxha tomó la estrofa "la fe de los albaneses es el albanés" y la implementó literalmente como política de estado. Por lo tanto, en 1967, el gobierno comunista declaró a Albania como el único país no religioso y ateo en el mundo, prohibiendo todas las formas de práctica religiosa en público. El clero musulmán suní y bektashi, junto con sus homólogos católicos y ortodoxos, sufrieron una severa persecución y, para evitar una descentralización de la autoridad en Albania, muchos de sus líderes fueron asesinados. El jumu'ah o las oraciones comunitarias de los viernes en una mezquita que involucran un sermón posterior fueron prohibidas en Albania. Las personas que todavía realizaban prácticas religiosas lo hacían en secreto, mientras que otras se enteraban eran perseguidas y se prohibía la posesión personal de literatura religiosa como el Corán. Entre los seguidores de Bektashi, la transmisión del conocimiento se limitó a unos pocos círculos familiares que residían principalmente en el campo. Las mezquitas se convirtieron en un objetivo para los comunistas albaneses, que consideraban que su existencia continuaba ejerciendo una presencia ideológica en la mente de la gente. A través de la desaparición de las mezquitas y la religión en general dentro de Albania, el régimen trató de alterar y cortar la base social de la religión que yacía en las estructuras religiosas tradicionales entre el pueblo y reemplazarla con el comunismo. Por lo tanto, los edificios islámicos fueron apropiados por el estado comunista, que a menudo los convirtió en lugares de reunión, pabellones deportivos, almacenes, graneros, restaurantes, centros culturales y cines en un intento de borrar esos vínculos entre los edificios religiosos y las personas. El régimen comunista destruyó a través de la política el modo de vida musulmán y la cultura islámica dentro de Albania.
En 1967, en el espacio de siete meses, el régimen comunista destruyó 2.169 edificios religiosos y otros monumentos. De ellos, había unos 530 santuarios de tekkes, türbe y dergah que pertenecían principalmente a la orden Bektashi. A partir de entonces, la peregrinación entre los seguidores de Bektashi a esos santuarios se limitó, ocurriendo solo en ciertos lugares e indirectamente a través de reuniones como picnics cerca de esos sitios, como el Sari Salltëk tyrbe en Krujë. Si bien 740 mezquitas fueron destruidas, algunas de las más prominentes y arquitectónicamente importantes como la Mezquita de Kubelie en Kavajë, la Mezquita del Reloj en Peqin y las dos mezquitas abovedadas del siglo XVII en Elbasan no lo fueron. De los aproximadamente 1.127 edificios islámicos existentes en Albania antes de que los comunistas llegaran al poder, solo 50 mezquitas permanecieron a partir de entonces, y la mayoría se encontraban en mal estado. Sobrevivieron algunas mezquitas que fueron consideradas estructuras de importancia cultural y valor histórico por los comunistas, como la mezquita de Muradiye en Vlorë, la Mezquita de Plomo en Shkodër, la mezquita de Naziresha en Elbasan, las mezquitas Lead, Beqar, Hynkar e Hysen Pasha de Berat, la mezquita Fatih en Durrës, la mezquita del Bazar de Krujë, la mezquita de Allajbegi en el condado de Dibër, la mezquita de Mirahor en Korçë, la mezquita de Teqe en Gjirokastër y la mezquita de Gjin Aleksi en el condado de Vlorë. Como también fue declarada monumento cultural, se permitió que la mezquita de Et'hem Bey de Tirana funcionara como lugar de oración y ritual islámico, aunque solo para diplomáticos musulmanes extranjeros. En Tirana, durante 1991, sólo dos mezquitas estaban en condiciones de ser utilizadas para el culto y sólo nueve mezquitas de la época otomana sobrevivieron a la dictadura comunista. Algunos musulmanes albaneses del sur de Albania se urbanizaron rápidamente junto a los ortodoxos y se integraron en el estado después de la guerra. Junto a los católicos, la población albanesa musulmana suní del centro y norte de Albania fue principalmente marginada y poco integrada por el Estado albanés, que en las décadas de 1970 y 1980 experimentó superpoblación y dificultades económicas. Como tal, durante el período comunista tardío, la proporción de católicos y musulmanes albaneses de estas regiones creció más que la comunidad ortodoxa del sur de Albania. Debido a la disminución del énfasis en la religión, algunos matrimonios mixtos de musulmanes con los ortodoxos o con católicos ocurrieron a finales del período comunista, principalmente entre la élite.